# 臀撃おしおき娘ゴータマン
『臀撃おしおき娘 ゴータマン』（でんげきおしおきむすめ ゴータマン）は、山口譲司による日本の漫画作品、およびそれを原作としたOVA。

## 概要
お色気学園コメディ。人里離れた特殊な学園を舞台に、羞恥スタイルの多人数ヒロインが有名映画・有名漫画のパロディキャラを相手に戦うという基本設定は永井豪の「けっこう仮面」と類似点が多い。ストーリーは3部構成になっており、3人のヒロインが登場する。

## あらすじ
第1部
富士の樹海にある全寮制の宗教学校・PR（パーフェクト・レリージョン）学園。ここでは年齢・性別を問わず宗教家を目指す者たちが日々研鑽を重ねている。この学園は黒仏教団（ブラックブッダ）と呼ばれる邪教集団が支配しており、生徒達を洗脳して宗教による世界征服を狙っていた。純真な心を持つ転校生の天地真理はブッダに力を授けられ、ゴータマンとなって学園の平和を守るためブラックブッダの洗脳魔人と戦うことになる。コミックス第1巻 - 第2巻に収録。
第2部・熱尻編
ブラックブッダが壊滅し、真理が学園を去ってから2年。南沙織は高校生となった。沙織のクラスの担任となった新人教師・安西マリアは極度の対面恐怖症のためまともに出席も取れない。そんな時、学園支配を目指す金目卍党が現れた。謎の養護教諭からゴータルビーを手渡されたマリアは突如ゴータマンに変身し金目卍党から生徒を守るために戦うのだった。コミックス第3巻 - 第5巻に収録。
第3部・完尻編
PR学園が瓦礫の山と化した最後の戦いから1年。沙織は留学先のインドで修行していた。クラスメイト・美空ひばりからPR学園の危機を知らせる手紙を受け取って急遽帰国した沙織は体罰・洗脳教育などで生徒を苦しめる教師たちにたった一人で戦いを挑む。コミックス第6巻に収録。

## 登場人物

### ゴータマン
作中では3人のヒロインは「ゴータマン」と呼称され明確な区別がないが、ここでは便宜上、初代・二代目・三代目と表記する。
ゴータマン（初代）
ブッダからゴータルビーを受け取った天地真理が変身する仏陀の戦士。仏陀の袈裟から作ったふんどしを締めており、ふんどしを締めれば締めるほどパワーアップして「究極の力（クンダリーニ）」が発動する。逆にふんどしを切られると変身が解けたり、ふんどしを解かれると死んでしまう。変身の際の掛け声は「チェンジ・ゴータマン！」「ゴータマ招来！」「蒸着！」「変身！」等。衣装はゴータルビー・ターバン・サングラス・数珠・木魚（肩当て）・腕輪・ブラ・ふんどし・ブーツ。
ゴータマン（二代目）
安西マリアが変身する金髪のゴータマン。ピンチに陥ると気を失い変身するため、本人には自分がゴータマンであるという自覚はない。女王様気質で、ムチでしばき倒すなど初代よりサディスティックな攻撃法を得意とする。衣装はターバン・マスク・ゴータルビー・数珠（首）・数珠（腕）・腕輪・木魚（ブラ）・ロンググローブ・越中褌・ストッキング・ハイヒール。特訓によるパワーアップ後は衣装が派手になり、ターバン・マスク・ゴータルビー・数珠（首）・トゲ付きリストバンド・木魚（肩当て）・木魚（ブラ）・ビスチェ・越中褌・ストッキング・ブーツとなった。
ゴータマン（三代目）
南沙織が変身する褐色のゴータマン。衣装はゴータルビー・数珠（首）・肩アーマー・腕アーマー・マント・ふんどし・足輪・ブーツ。ブラをつけていないので、歴代ゴータマン中最も露出度が高い。

### ゴータマンの武器・超能力
ゴータハリセン
ゴータマン（初代）の武器。ふんどしについている「さがり」が変形してハリセンとなる。
ハリセン・クラッシュ
ゴータハリセンによる強力な打撃。
ファイナル・ゴータマ・クラッシュ
ゴータマン（初代）の必殺技。相手の顔に自らの股間を密着させてそのまま押し倒す。
スペシャル・デンジャラス・ゴータマクラッシュ
ゴータマン（初代）の攻撃技。クンダリーニを発動させて渾身の力を込めたキック。飛島了を倒した。
真尻白刃どり
ゴータマン（初代）の技。豊かなヒップで真剣を受け止めて折ってしまう。洗脳魔人・居眠狂四郎の使う円尻殺法を破った。
ゴータマ・ダブルチョップ
ゴータマ・パンチ
ゴータマ・キック
ゴータマン（初代）の攻撃技。洗脳魔人には効果があるが飛島にはまったく効かなかった。
ゴータマ・チョップ
ゴータマ・ヒップアタック
ゴータマン（初代）の攻撃技。キングコジラにダメージを与えた。
仔ジラの女印押し（プッシー・ブランディング）
ゴータマン（初代）の攻撃技。高所から飛び降りて相手の顔に股間を押し付ける。キングコジラを倒した。
ゴータマ昇天フィニッシュ
ゴータマン（二代目）の必殺技。ファイナル・ゴータマ・クラッシュと同じ技。
ゴータマ・ヨーガ・クラッシュ
ゴータマン（二代目）の攻撃技。相手の手足をホールドして顎で股間を刺激しながら脳天逆落としにする。ピーターラビット関根にダメージを与えた。
逆うらみキック
ゴータマン（二代目）の攻撃技。ピーターラビット関根にダメージを与えた。
木魚攻撃
ゴータマン（二代目）の攻撃技。自慢のEカップのバストを揺らすことで木魚ブラをポクポクと鳴らし、敵を威圧する。また乳の圧力で木魚を弾丸のように発射する。
ムチ
ゴータマン（二代目）の武器。河童のザビエルにダメージを与えた。
如意玉変化
ゴータマン（二代目）の武器。首の数珠が色々な武器に変身する。この包丁でピーターラビット関根の操る野菜忍軍を切り刻んだ。

### PR学園の先生・生徒たち
本作品のキャラクターは皆、昔のアイドル歌手や俳優から名前をとっている。
天地真理
声 - 白鳥由里
第1部のヒロイン。敬虔なカトリック教徒。PR学園に転校してきた中学2年生。ゴータマン（初代）に変身する。ピュアな心の持ち主で恥ずかしがり屋。
安西マリア
第2部「熱尻編」のヒロイン。PR学園に赴任してきた金髪ナイスバディの女教師。21歳。安西組担任。極度の対面恐怖症のため他人の目を見ることができずまともに授業を行えないが、深層意識では自分の身体を他人に見てもらいたいと願う露出狂。自分がゴータマン（二代目）であることには気づいていない。
南沙織
声 - 伊藤美紀
第3部「完尻編」のヒロイン。天地真理の同級生で親友。ヒンドゥー教徒。真理を『私の真理』と呼び、一緒のベッドで寝た際は真理のパンツの中に手を入れるなどレズ的愛情を感じている。第3部では長い髪を切り落としセーラー服の下に六尺褌を締め込んで、拳法を武器に悪徳教師と闘う。最終話で真里からゴータルビーを受け取ってゴータマン（三代目）となる。全シリーズを通して登場。
美空ひばり
声 - 矢島晶子
真理や沙織のクラスメイト。「ストップ!! ひばりくん!」に登場する大空ひばりを模したデザインとなっており、キャラクター紹介で「『誰かに似ている……』と言ってはイケナイ！」と書かれている。
あいざきしんや
声 - 山崎たくみ
ドジでスケベだが正義感が強い熱血漢。ゴータマン（二代目）の正体が安西マリアであると気づいてからは南沙織と共にマリアを助ける。実家はお寺。
にしきのあきら
声 - 飛田展男
クラスメイトの1人。
内山田
声 - 石川ひろあき
クラスメイトの1人。
都はるみ
クラスメイトの1人。南沙織や美空ひばりの陰に隠れて目立たないが、実はかなりの美少女。ラマ教を母体に持つ密教系の宗派を信仰している。あいざきしんやに好意を寄せていた。
南無
クラスメイトの1人。
阿弥
クラスメイトの1人。
陀仏
クラスメイトの1人。
沢田
クラスメイトの1人。
渋谷
声 - 山口勝平
クラスメイトの1人。
天馬ルミ子
PR学園高等部2年生。鉄人グレートZZマジンガンダム28号に襲われたところをゴータマン（初代）に助けられる。
円谷
特撮クラブのメンバー。ジオラマ作りに情熱を燃やしている。
京本
特撮クラブのメンバー。カメラマン。
実相寺
特撮クラブのメンバー。
天地真理の父
声 -
ゴータマンの正体が自分の娘であることに気づき、PR学園にやってきた。真理を激しく叱り「二度と変身することは許さん もし約束を破った時は即 転校・退学だァ！！！」と宣言した。
城みちる
「熱尻編」に登場。PR学園教師。26歳。二枚目の好青年。同僚の安西マリアに好意を寄せる。最終話でマリアにプロポーズした。
小川ローザ
「熱尻編」に登場。PR学園女教師。22歳。マリアに負けないセクシーボディの持ち主で、マリアに激しい対抗意識を燃やす。城みちるに好意を寄せている。特技は一人亀甲縛りとムチ。
教頭先生
「熱尻編」に登場。小柄で痩せており、黒縁メガネと毛の生えたほくろが特徴。一見真面目そうに見えるがその実態はただのスケベ。Mっ気がありローザにしばかれて喜んでいる。
安西マリアの父母・妹・弟
「熱尻編」に登場。極度の対面恐怖症のマリアを気遣い家庭内では皆サングラスをかけている。
藤田まこと
「完尻編」に登場。旧PR学園の生き残り。胸にバーコードを付けられ徹底管理される今のPR学園の体制に疑問を持ち、ふんどしを締めている沙織を伝説の救世主・ゴータマンではないかと疑う。
コウ師匠
「完尻編」に登場。留学先のインドで沙織を心身共に厳しく鍛え上げた。
アジャ
「完尻編」に登場。沙織になついているインド人の少女。
シャーリプトラ
「完尻編」に登場。沙織が日本に帰った後でコウ師匠の下で修行を始めた少年。

### ゴータマンの敵
飛島了（とびしま・りょう）／ブラックブッダ首領
声 - 関智一
生徒会長を務める美形で女生徒のアイドル。17歳。実はブラックブッダの首領でもある。敵であるゴータマンの正体と知らずに真理と恋に落ちてしまう。
教頭先生
声 - 有本欽隆
表向きは教師だが、ブラックブッダの信者で飛島了のお目付役。片眼鏡をかけてヒゲを生やしている。
恐怖新聞男
声 - 柏倉つとむ
ブラックブッダの洗脳魔人No.1。1回読むと100日命が縮む恐怖新聞を相手に見せるのが得意。その正体は新聞部部長・清水。
一卵性不良戦隊ムツゴローズ
声 - 西村智博
ブラックブッダの洗脳魔人No.2。一郎・二郎・三郎・四郎・五郎・六郎からなる六つ子の怪人。鳥獣擬人拳を使う。その正体は飼育係の石原、クラスメイトの坂本ら6人。
暗黒力士（ダーク・ベイダー）
声 - 大友龍三郎
ブラックブッダの洗脳魔人No.3。マスクをかぶった力士。ゴータマンの正体を探るため女生徒に無理やりまわしを締め上げて相撲をとろうとした。その正体はSF研究会会長・中田博久。
鉄人グレートZZ（ダブルゼータ）マジンガンダム28号
ブラックブッダの洗脳魔人No.4。名前通り有名ロボットのパーツをごちゃまぜにつなぎ合わせた風貌を持つ。胸の装甲の下には石膏の箱「ブレストファイター」があり、これでゴータマンの尻拓を取った。見かけほど強くなく、あっさりゴータマンに倒された。
居眠狂四郎
声 - 小野健一
ブラックブッダの洗脳魔人No.5。ゴータマンの尻拓を使い女生徒の中からゴータマンを探し出そうとする。女生徒のスカートのお尻の部分だけを丸く切り抜く必殺技『円尻殺法』を使う。正体は歌舞伎クラブの市川。
ザ・イーバ
ブラックブッダの洗脳魔人No.6。キャトルミューティレーションと称して女生徒の制服の局部を切り刻む。正体はクラスメイトの矢追淳一郎。
キングコジラ
ブラックブッダの洗脳魔人No.7。ゴジラそっくりの着ぐるみスタイルで登場し特撮クラブが精魂込めて作り上げたセットを壊してしまう。正体はクラスメイトの諸星。
ミュータント・ターコズ
ブラックブッダの洗脳魔人No.8・9・10。名前通り学生服を着たタコの三兄弟。吸盤からあらゆるエネルギーを吸い取るタコ・チューチュータコカイナを使ってゴータマンのフンドシパワーを吸い尽くそうとする。
フランケンマッスル／マッスルコング
最強の洗脳魔人を作る黒仏ミサの生贄にするため真理を拉致しようと教頭が用意した洗脳魔人。筋骨隆々とした巨漢だが、飛島に一撃で倒される。ページによって『フランケンマッスル』とも『マッスルコング』とも呼ばれる。
フォーゲットアイドラー
ブラックブッダの洗脳魔人No.11。PR学園に出没する学生怪人より強い社会人怪人。首に羽根がついたトカゲのような風貌を持つ。特別編に登場。
教皇ヨハネ・ダライニ師13世／ヨハネ・ダライニ13世T-801
ブラックブッダの最高指導者。スキンヘッドの巨漢。当初は普通の人間だったが、ゴータマンを倒すため自らを改造してターミネーター風サイボーグとなった。「完尻編」ではPR学園校長として復活、学園に圧政を敷く。
バスケス・ローゼンクロイツハイマー・ジョニー・リー
「熱尻編」に登場。宗教忍者団体・金目卍教最高司令官。超能力を持つ長身の美青年。世界征服を狙っていたがゴータマン（二代目）との戦いの中で自分の夢に疑問を持つようになる。「完尻編」にも登場し、特別看護房に監禁されていたひばりたちクラスメイトを救い出した。
ピーターラビット関根
「熱尻編」に登場。金目卍教宣戦員。得意技は見つめた相手を野菜に変える『野菜眼（ベジタブル・ヴィジョン）』。野菜忍軍を操ってゴータマン（二代目）と戦う。バスケスの腹心でありバスケスを愛しているが、自分の胸がAカップなのを気にしている。
ゴータマ三人娘
「熱尻編」に登場。金目卍教宣戦員。ラン、スー、ミキによる三人組アイドル。金目卍教を布教するために転校してきた。セーラー服の下にふんどしを締めたスタイルで歌い踊り男子生徒を熱狂させる。ゴータマン（二代目）とのふんどし勝負に敗れて改心し、普通の女生徒となった。
キャットレディー（猫娘）／キャットマン
「熱尻編」に登場。最強の金目卍教宣戦員。猫耳のような髪型で全身をレザースーツに包んだ美女。最初の対決ではゴータマン（二代目）をあっさり倒すが、特訓でパワーアップしたゴータマンには勝てず、引退して尼となった。サブタイトル上では『キャットマン』となっており、その名称は一定しない。
河童のザビエル
「熱尻編」に登場。金目卍教宣戦員。生徒の頭頂部を剃りあげる『カッパ刈り』、長い布で生徒をぐるぐる巻きにする『カッパ巻き』、おならで煙幕を張る『へのカッパ』、尻子玉を抜くなど様々な忍法を使う。
ボイラーマン
「熱尻編」に登場。金目卍教宣戦員。頭の禿げた老人。ゴータマン（二代目）の正体を探るため、銭湯に来た女生徒を入浴剤に入れた眠り薬で眠らせ、赤ふんを締めさせようとした。
ボイラーマンの双子の弟
「熱尻編」に登場。金目卍教宣戦員。ボイラーマンそっくりの風貌で巨大な亀と共にプールに出現するが、遂に名前を名乗らせてもらえぬままゴータマン（二代目）に倒された。
キャプテンファイアーマン
「熱尻編」に登場。金目卍教宣戦員。林間学校を邪魔するためキャンプファイアーの中から登場するがゴータマン（二代目）に瞬殺された。
バッキィー
「熱尻編」に登場。金目卍教宣戦員。阪神の帽子とお面を被った筋肉質の少年。
黒沢／黒岩
「完尻編」に登場。PR学園の寮監督。元ヤクザで背中一面に彫り物があるスキンヘッドの巨漢。暴力癖があり、行き過ぎた体罰によって美空ひばりに重傷を負わせた。途中から名称が『黒岩』に変わる。
白川
「完尻編」に登場。PR学園の英語教師。涅悪（ネオ）蟷螂拳の使い手。黒沢とは恋人同士であり、黒沢の敵を討つべく南沙織に挑むが返り討ちにあってしまう。

### その他
ブッダ
声 - 滝口順平
ゴータマンの生みの親。天上界の人。解脱した割にその言動・行動は非常に俗っぽい。天地真理の祈りに応えて姿を現し、ゴータルビーを手渡してゴータマンになるよう命じる。「熱尻編」では美青年の養護教諭に変身して安西マリアにゴータルビーを手渡した。
万上目
第2部終盤で崩壊したPR学園にやってきた文部省の関東地区監査官。一切の学園管理を文部省に任せる事を条件に学園再建に補助金を出そうと提案する。バーコード頭に口ひげが特徴。

## 各話タイトル
『週刊少年チャンピオン』1991年46号から1993年7号まで連載された。単行本は少年チャンピオン・コミックス全6巻。その後ビデオアニメ化に合わせて特別編が掲載された。特別編は同作者の『忍犬（しのびいぬ）ずびまろ』第4巻に収録。
| 話数   | タイトル                                                                      | 内容 |
| ------ | ----------------------------------------------------------------------------- | --- |
| 第1話  | 魔の巻・快尻ゴータマン登場！！                                                | PR学園にやってきた天地真理。同室の南沙織がブラックブッダに拐われてしまい、祈りを捧げていると突然ブッダが現れてゴータマンに変身せよと告げる。             |
| 第2話  | 訶の巻・恐怖新聞男の恐怖！！                                                  | ふんどし姿のスーパーヒロイン・ゴータマンとなった真理は慣れない戦いと恥ずかしさに苦戦しながらも洗脳魔人・恐怖新聞男を倒して沙織を救い出す。               |
| 第3話  | 般の巻・ゴータマンふたたび                                                    | PR学園はゴータマンの噂で持ちきり。二度と変身しないと誓う真理だが、洗脳魔人ムツゴローズに拷問される沙織を救うために再び変身する。                         |
| 第4話  | 若の巻・中相撲秋場所                                                          | PR学園教頭は、ゴータマンの正体を暴くため体育の授業に相撲を導入。暗黒力士ダークベイダーが女子生徒の体操服を切り裂いてゆく。                               |
| 第5話  | 波の巻・ジェダイの逆襲                                                        | ゴータマンに変身した真理はダークベイダーに相撲勝負を挑む。ダークベイダーの必殺技『私はお前の父だ』もゴータハリセンの前には通じなかった。                 |
| 第6話  | 羅の巻・君の名は…                                                             | 飛島了は偶然真理とぶつかって、その美しさに目を奪われてしまう。一方、鉄人グレートZZマジンガンダム28号はゴータマンの尻拓をとることに成功する。             |
| 第7話  | 蜜の巻・美尻コンテスト                                                        | PR学園教頭は学園内で美人コンテストを開催し、尻拓を使いゴータマンを探そうとする。逃げ出そうとした真理は洗脳魔人・居眠狂四郎に捕まってしまう。             |
| 第8話  | 多の巻・魔剣 円尻（えんけつ）殺法                                             | 真理をかばおうとした沙織が犠牲になっている隙に、真理はゴータマンに変身して『真尻白刃どり』で見事狂四郎を倒す。了は真理への想いをますます募らせる。       |
| 第9話  | 心の巻・夢みる頃をすぎても                                                    | UFOを信じるいじめられっ子・矢追純一郎を助けた真理は純一郎と仲良くなる。しかし純一郎に嫉妬した了は純一郎を洗脳魔人イーバに改造してしまう。                |
| 第10話 | 経の巻・愛と哀しみのイーバ                                                    | イーバによってPR学園内で女生徒が制服の局部を丸く切り抜かれる事件が多発。ゴータマンがイーバを倒してみると、正体は純一郎だった。                           |
| 第11話 | 臨の巻・君の瞳に恋してる                                                      | 再び学園内で偶然真理に出会った了は、2人で話すうちに完全に真理に心を奪われてしまう。真理も同じ気持ちだった。                                              |
| 第12話 | 兵の巻・秘密の花園                                                            | あれ以来デートを重ねる了と真理。『ブラックブッダを軽蔑する』と言う真理。尻を出すゴータマンを『恥知らず』と罵る了。2人はお互いの言葉に深く傷つく。        |
| 第13話 | 闘の巻・教皇あらわれコジラが暴れる                                            | 恋に悩む了の前に教皇ヨハネ・ダライニ師が現れ『貴様には任せておけぬ』と言い放つ。ゴータマンの前には新たなる洗脳魔人キングコジラが現れる。                 |
| 第14話 | 者の巻・飛島のアンニュイ                                                      | 真理の存在に目をつけた教皇は、ゴータマンを倒す洗脳魔人を作るため真理を黒仏ミサの生贄にしようとする。真理を誘拐するためにミュータント・ターコズが現れた。 |
| 第15話 | 皆の巻・北斎蛸地獄                                                            | ゴータマンはミュータント・ターコズの最終兵器『チューチュータコカイナ』にフンドシパワーを全て吸い取られそうになる。真理が思いついた秘策とは？             |
| 第16話 | 陣の巻・鳩が出てきて挑戦状                                                    | 真理を黒仏ミサの生贄から救うため、了は自らの手でゴータマンを葬ろうとゴータマンに挑戦状を叩きつける。                                                     |
| 第17話 | 列の巻・真昼の決闘                                                            | 了とゴータマンの決闘が遂に始まった。激しい戦いの末、ゴータマンのハリセンクラッシュが決まったかに見えたが…？                                              |
| 第18話 | 在の巻・必ずいくからそこで待ってろよ                                          | 了の実力は圧倒的でゴータマンはなす術もなく敗れる。しかしゴータマンのサングラスを外して素顔を見た了は愕然、その隙に復活したゴータマンの必殺技が決まる。   |
| 第19話 | 前の巻・愛しきひと                                                            | 突然、学園にやってきた真理の父。ゴータマンの正体が真理だと見抜いた父は『二度と変身することは許さん。変身したら即退学・転校』だと厳命する。               |
| 第20話 | 喝の巻・ターミネーター                                                        | 沙織にゴータマンの正体は自分だと告白する真理。真理の前に教皇ヨハネ・ダライニ師が変身したターミネーターが現れ、真理は最後の変身を決意する。               |
| 第21話 | ！の巻・SO LONG                                                               | 父との約束を破って変身、ターミネーターを倒した真理は沙織の前から去ってゆく。そしてひとつの伝説が生まれた…。                                              |
| 第22話 | Lesson1・春ラララ                                                             | 真理が学園を去って2年。高校生になった沙織のクラス担任は、美人だが対眼恐怖症で他人の顔を見られない超変人・安西マリアだった。                              |
| 第23話 | Lesson2・女教師マリア                                                         | 沙織のクラスに学園支配を企む金目卍党の信者・河童のザビエルが現れた。保健室に担ぎ込まれたマリアは謎の養護教諭からゴータルビーを受け取る。                 |
| 第24話 | Lesson3・ゴータマン登場                                                       | 真ん中を剃り上げたカッパ頭にされる生徒を救おうとザビエルに立ち向かうマリア。その時、ゴータルビーが発動し、マリアは遂にゴータマンに変身した。             |
| 第25話 | Lesson4・早くも危うし！！                                                     | 潜在能力を最大限に発揮してザビエルを圧倒するゴータマン。しかしザビエルの手裏剣がゴータマンのふんどしを2つに切り裂いた！                                  |
| 第26話 | Lesson5・よみがえる伝説                                                       | ふんどしを切られピンチに陥ったかに見えたゴータマンだが、剥き出しのアソコを相手の顔に密着させるゴータマ昇天フィニッシュでザビエルを倒した。               |
| 第27話 | Lesson6・野菜畑でつかまえて                                                   | 金目卍党・第2の刺客はピーターラビット関根。彼女の操る『野菜眼』でマリアのクラスの生徒は野菜に姿を変えられてしまう。                                      |
| 第28話 | Lesson7・ピーターラビット関根                                                 | ゴータマンに変身したマリアはピーターラビット関根と戦う。ゴータマ・ヨーガクラッシュで倒したかに見えたが…？                                                |
| 第29話 | Lesson8・金目卍党最高司令官バスケス・ローゼンクロイツハイマー・ジョニー・リー | 貧乳の関根はゴータマンのEカップに敗れた。しかし金目卍党最高司令官バスケスが現れ、ゴータマンに宣戦布告する。                                              |
| 第30話 | Lesson9・あの娘はだ〜れ 誰でしょね                                            | ゴータマンの正体を探ろうと女生徒の入る女湯を覗くあいざきしんや達。そこに謎のじじいが現れた。                                                             |
| 第31話 | Lesson10・Who are you？ 哀しきボイラーマン                                    | じじいは金目卍党だった。眠り薬で女生徒を眠らせたじじいは、しんや達に女生徒にふんどしを締めさせるよう強要する。                                           |
| 第32話 | Lesson11・ゴータマ三人娘                                                      | ゴータマンの正体がマリアではないかと疑うしんや達。そこにセーラー服の下にふんどしを締めたアイドル・ゴータマ三人娘が転校してくる。                         |
| 第33話 | Lesson12・ゴータマンの正体                                                    | たちまち大人気となった3人は男子生徒を金目卍党に勧誘しようとする。一方、しんやと沙織は気絶したマリアがゴータマンに変身するのを目撃する。                  |
| 第33話 | Lesson13・オーロラ三人娘キャンディーズ引退説                                  | ゴータマンとゴータマ三人娘のふんどし対決が始まった。本当にふんどしがふさわしいのは一体どっちか？                                                         |
| 第33話 | Lesson14・ドリーム オブ ユー                                                  | 対眼恐怖症のためまともに出席も取れないマリアのために、生徒たちはサングラスをかけて視線を隠してマリアを励まそうとする。                                   |
| 第36話 | Lesson15・Oh モーレツ小川ローザ見参                                           | 新任女教師・小川ローザは生徒に人気のあるマリアに嫉妬して勝手にライバル視するようになる。                                                                 |
| 第37話 | Lesson16・夏だ 体育だ 水泳だァ〜                                              | 小川ローザはプールの授業で皆の注目を集めるためにハイレグ水着を着て、マリアが出てこれないよう水着を隠してしまう。                                         |
| 第38話 | Lesson17・名もなくはかないじじいのブルース                                    | プールに突然現れたボイラー室にいた謎のじじいの双子の弟だったが、名前を名乗らせてもらえぬうちにゴータマンに倒される。                                     |
| 第39話 | Lesson18・夏は樹海で林間学校！！                                              | 富士樹海で行われるPR学園の林間学校。マリアは同僚の城みちる先生といい雰囲気に…。                                                                          |
| 第40話 | Lesson19・夏の一夜の肝だめし                                                  | 夏の夜の定番・肝試しに出た一行。暗闇の中で城みちるはローザに、あいざきしんやはクラスメイトの都はるみに迫られる。                                         |
| 第41話 | Lesson20・ドンと鳴った花火がキレイだナ                                        | 林間学校最後の夜はキャンプファイヤーで盛り上がる。そこに金目卍党のキャンプファイヤーマンが出現！！                                                       |
| 第42話 | Lesson21・キャットマン                                                        | 金目卍党の新たな刺客キャットレディー（猫娘）。ゴータマンが対決するもその力は凄まじく、ゴータマンは圧倒される。                                           |
| 第43話 | Lesson22・ゴータマン エースを狙え！                                           | キャットレディーに敗れたゴータマン。沙織としんやはマリアを特訓して鍛え上げようとする。                                                                   |
| 第44話 | Lesson23・ゴータマン リターンズ                                               | キャットレディーは学園内で布教活動を始めた。それを阻止するためパワーアップしたゴータマンが立ち上がる。                                                   |
| 第45話 | Lesson24・キャットマン リターンズ                                             | 2人の激しい対決に遂に決着がつく。ゴータマンに敗れたキャットレディーは引退して尼になった。                                                                |
| 第46話 | Lesson25・学園祭の巻                                                          | 学園祭でのマリアのクラスの出し物は『歌劇・ゴータマン』。主役に抜擢されたマリアは無理やりゴータマンの衣装を着せられる。                                   |
| 第47話 | Lesson26・バッキー2                                                           | 『歌劇・ゴータマン』の上演中に現れた金目卍党のバッキー。マリアは変身しようとするが、ゴータマンの衣装を着ているため混乱する。                             |
| 第48話 | Lesson27・変身                                                                | 変身した時の混乱が原因でマリアはゴータマンと性格が入れ替わってしまい、周囲は困惑してしまう。                                                             |
| 第49話 | Lesson28・ゴータマン最期の日                                                  | 遂にバスケスが最後の対決を挑んできた。しかし気弱なマリアの性格を持つゴータマンはまるで戦えない。                                                         |
| 第50話 | Lesson29・バーコードバトラー                                                  | バスケスとの対決で崩壊したPR学園。そこに文部省の査察官・万上目が乗り込んできた。万上目が出す学園再建の条件とは？                                         |
| 第51話 | Lesson30・グッバイ マリア                                                     | 城みちるのプロポーズを受け入れ、学園を離れるマリア。沙織もインドへの留学を決意する。                                                                     |
| 第52話 | BATTLE:1・帰郷                                                                | 美空ひばりからの手紙を読み、1年ぶりにインドから帰ってきた沙織。しかしPR学園は刑務所のような学校に変わり果てていた。                                      |
| 第53話 | BATTLE:2・起承                                                                | 授業をサボって行方不明のひばりを探し続ける沙織。しかしそれがバレて元ヤクザの寮監督・黒沢に目をつけられてしまう。                                         |
| 第54話 | BATTLE:3・怒拳                                                                | ひばりに怪我をさせたのが黒沢だと知って怒る沙織は黒沢と対決してボコボコにする。                                                                           |
| 第55話 | BATTLE:4・蟷螂                                                                | クラスメイト・藤田まことは沙織のスカートの下の締め込まれたふんどしを見て、沙織がゴータマンだと確信する。ネオ蟷螂拳を使う白川が沙織に挑戦する。           |
| 第56話 | BATTLE:5・金蹴                                                                | 白川も沙織の敵ではなく、沙織の金的攻撃の前にあっさり敗退。まことはますます沙織＝ゴータマンを信じるようになった。                                         |
| 第57話 | BATTLE:6・青春                                                                | まことにゴータマンではないかと聞かれた沙織は『違う』と答える。沙織は自分のふんどし姿に興奮するまことをからかう。                                         |
| 第58話 | BATTLE:7・鳴動                                                                | ひばりの収容されている特別看護室に殴り込みをかける沙織。校長は校内放送で沙織の公開処刑を宣言する。                                                       |
| 第59話 | BATTLE:8・支配（カースト）                                                    | 校長と対決する沙織。しかし校長の圧倒的パワーの前に絶体絶命になる。                                                                                       |
| 第60話 | BATTLE:9・再会                                                                | 校長と必死に戦う沙織。改心したバスケスが特別看護室に収容されたひばりや元クラスメイト達を救い出してくれる。                                               |
| 第61話 | BATTLE:10・転尻                                                               | 突如現れた真理からゴータルビーを受け取った沙織は、遂に本物のゴータマンに変身する！                                                                       |
| 特別編 | 臀撃おしおき娘ゴータマン                                                      | アニメ化に合わせて描かれた特別編。都会にショッピングに出かけた真理と沙織は悪質な宗教の勧誘にあうが、その正体はブラックブッダの洗脳魔人だった。           |

## 書籍情報
秋田書店 少年チャンピオン・コミックス 全6巻
- 第1巻 ISBN 978-4253053891
- 第2巻 ISBN 978-4253053907
- 第3巻 ISBN 978-4253053914
- 第4巻 ISBN 978-4253053921
- 第5巻 ISBN 978-4253053938
- 第6巻 ISBN 978-4253053945

## OVA
1994年に発売。
- 臀撃おしおき娘ゴータマン〜ゴータマン誕生篇
- 臀撃おしおき娘ゴータマンR（リターン）〜愛と悲しみのファイナルバトル

### スタッフ
- 原作 - 山口譲司
- 監督 - 鈴木行（1巻）、吉田浩（2巻）
- シリーズ構成 - 山本優（脚本）
- キャラクターデザイン - 杉山東夜美（1巻）、井上栄作（2巻）
- アニメーション制作 - アニメイトフィルム（1巻）、スタジオ旗艦（1巻、2巻）